# Temnocalyx nodulosa
Temnocalyx nodulosa är en måreväxtart som beskrevs av Robyns. Temnocalyx nodulosa ingår i släktet Temnocalyx och familjen måreväxter. Inga underarter finns listade i Catalogue of Life.